# IX Liceum Ogólnokształcące im. Marszałka Józefa Piłsudskiego w Gdyni
IX Liceum Ogólnokształcące im. Marszałka Józefa Piłsudskiego w Gdyni – szkoła średnia o profilu ogólnokształcącym mieszcząca się przy ulicy Orłowskiej w Gdyni, w dzielnicy Orłowo.
Od 1994 liceum współpracuje ze szkołą Ernst-Moritz–Arndt Gymnasium w Bonn, w celu wymiany doświadczeń pedagogicznych i kulturowego zbliżenia młodzieży obu państw.
W okresie od 1 września 1991 do 27 czerwca 2014 roku dyrektorem szkoły była Alina Mroczkowska.

## Patron
Imię Marszałka Józefa Piłsudskiego szkoła nosi od 1995 roku. Uczniowie wybrali patrona szkoły w drodze głosowania z trzech propozycji: J. Piłsudski, Maria Skłodowska-Curie i Stefan Żeromski (wcześniej w szkolnej debacie sugerowano m.in. gen. Mariusza Zaruskiego).

## Absolwenci
- Monika Pyrek – tyczkarka, absolwentka rocznika 1999
- Anna Przybylska – aktorka, absolwentka rocznika 1997 (klasa "a")